# Садовий (зупинний пункт)
Садо́вий — пасажирський залізничний зупинний пункт Козятинської дирекції Південно-Західної залізниці.
Розташований неподалік від села Сестринівка Козятинського району Вінницької області на лінії Козятин I — Погребище I між станціями Махаринці (3,5 км) та Зарудинці (20,5 км).